# Emily Hegarty
Emily Hegarty (Skibbereen, 3 de agosto de 1988) é uma remadora irlandesa, medalhista olímpica.

## Carreira
Hegarty conquistou a medalha de bronze nos Jogos Olímpicos de Verão de 2020 em Tóquio com a equipe da Irlanda no quatro sem feminino, ao lado de Aifric Keogh, Eimear Lambe e Fiona Murtagh, com o tempo de 6:20.46.